# Supersnazz (album)
Pour les articles homonymes, voir Supersnazz.
Albums de The Flamin' Groovies
Sneakers
(1968) Flamingo
(1970)
Supersnazz, sorti en 1969, est le deuxième album du groupe de rock américain The Flamin' Groovies.

## Titres
1. Love Have Mercy (Roy Loney) - 4:28
2. The Girl Can't Help It (Bobby Troup) - 3:28
3. Laurie Did It (Roy Loney) - 3:49
4. A Part from That (Roy Loney, Cyril Jordan) - 1:56
5. Rocking Pneumonia and Boogie Woogie Flu (H. Smith, J. Vincent) - 2:41
6. The First One's Free (Roy Loney) - 3:39
7. Pagan Rachel (Roy Loney) - 1:52
8. Somethin' Else (Sharon Sheeley, Bob Cochran) / Pistol Packin' Mama (A. Dexter) - 3:43
9. Brushfire (Roy Loney, Cyril Jordan) - 3:15
10. Bam Balam (Roy Loney, Cyril Jordan) - 1:47
11. Around the Corner (Roy Loney, Cyril Jordan) - 4:06